# Либела
Либелата познат и като нивелир или терзия е измервателен инструмент, създаден за оценка на положението на един обект или система спрямо хоризонталната повърхнина. Измервателната система е стъклена тръбичка или диск с течност, и въздушно мехурче. Поради това този уред е известен и с наименованието „водна либела“. Системата е монтирана в подходящ корпус и се използва в строителството, монтажа на метални и дървени конструкции, машиностроенето, геодезията и в бита, където се монтират уреди със специални изисквания да бъдат хоризонтирани при експлоатация.

## История
Определянето на състоянието на един обект или конструкция спрямо хоризонталната равнина още от древността се извършва с измервателни инструменти. Конструкцията за измерване представлява равнобедрен или равностранен триъгълник и отвес. Създадени са и конструкции с формата на буквата „А“ или на обърнато „Т“. Отвесът е закачен централно на върха и при хоризонтално състояние на уреда отвесът трябва да показва маркирана отметка върху долната част, поставена върху измерваната повърхност. За подобни цели като просто средство за установяване на хоризонтално състояние се е използвала и една обикновена купичка, пълна почти до ръба с вода. Това са предшествениците на либелата.
Идеята за водната либела и изобретяването ѝ (към 1660 – 1661 г.) е дело на френския физик и писател Мелхиседек Тевено (Melchisédech Thévenot) (1620 – 1692).
- Строителен нивелир с отвес – Oberhausmuseum, Passau, Германия-19век
- Измервателно средство за определяне на хоризонтално състояние с оловен отвес и равностранен триъгълник (Roque Saint Christophe в Dordogne, Франция)
- Уред с „Т“-образна форма и декоративни елементи за установяване на хоризонталност на един обект с отвес от 1730 г.

## Принцип на измерване
Либелата представлява стъклена ампула от тръба, под формата на дъга (сектор от окръжност) с голям диаметър или сектор от прецизно изработената сфера с голям диаметър, изпълнени с херметически затворена течност и малко балонче газ в тази система. Поради дъгата или сферичността, въздушното балонче, плуващо в течността, винаги ще бъде в най-горното положение на стъклената криволинейна повърхност. Върху стъкления корпус са нанесени обозначения с маркирана позиция център на измервателната ампула за точното измервано хоризонтално състояние на проверявания обект.

## Конструкция
Основен работен елемент е измерителната ампула и въздушното мехурче. Точността на либелата зависи от диаметъра на дъгата на ампулата. Колкото диаметърът е по-голям, толкова либелата е по-точна и по-прецизно се определя хоризонталното състояние на измерваната система. Ампулата е изпълнена с вода или алкохол (етанол), който поради ниския си вискозитет позволява газовото мехурче да се установява бързо в устойчива позиция. Алкохолът се оцветява, за да се увеличи видимостта на балончето, а свойството му да работи в широк температурен диапазон позволява употребата на либелата и при ниски температури.
Конструкцията на либелата е различна и се определя от конкретното ѝ приложение. За строителството и за използване за технически цели се произвеждат либели, вграждани в правоъгълен корпус като паралелепипед с различна дължина. Корпусът се изработва от дърво, пластмаса или метал (кай-често от алуминий). Обикновено в такива корпуси се вграждат две или три либели за измервания съответно в хоризонтална равнина (180°), вертикална равнина (90°) или измерване на наклон – 45° спрямо хоризонталната плоскост. Измервателната контактна повърхност на либелата може да е изпълнена като равнина или със специален профил (например за измерване на тръби или профилни повърхности). Дължината на корпуса е различна. За битови цели с достатъчна точност се използват либели 225 mm. За строителни, дърводелски или монтажни дейности се използват либели със значително по-големи размери и с вградени измервателни ампули за основните три измервания. За специални цели се изработват специализирани либели, измерващи и състоянието на други равнини спрямо хоризонталната равнина. В машиностроенето като контролни се използват либели с повече от два ограничаващи маркера върху стъкления балон, от които може да се прави оценка за отклонението в градуси от измерваната равнина.
Либели се поставят и в кръгли корпуси, наричани кръгли либели. Конструкцията на измервателната ампула е изпълнена като сектор от сфера с маркирана окръжност върху изпъкналата стъклена повърхност за указване на точното хоризонтално състояние при коректно измерване. Корпусът на кръглата либела има плоско шлифовано дъно, за да се поставя плътно към измерваната равнина. Либелата може механически да е вградена към уреда или съоръжението, чието хоризонтално състояние трябва да са контролира. Тяхното приложение е за привеждане чрез регулировки в хоризонтално състояние на уред или съоръжение, както и за непрекъснат контрол по време на някаква дейност. Типичен пример за механически вградена кръгла либела е приложението в геодезическите измервателни уреди – теодолити, тахиметри, нивелири, лати и други. Точността на кръглите либели се определя от кривината на дъгата от сферата. Те имат по-висока чувствителност и по-прецизни показания, когато кривината е по-малка, т.е. диаметърът на сферата е по-голям.
- Схема на измерителна ампула, изпълнена със стъклена тръба
- Схема на измерителна ампула за кръгла либела
- Кръгла либела

## Характерни особености и приложение
Различната конструкция на тръбната либела в правоъгълен корпус и конструкцията на кръглата либела определят принципа за измерването с тях и практическото им използване. Либелата с измервателна ампула тръба, поставена в корпус на паралелепипед, измерва състоянието спрямо хоризонталната равнина само в посоката на поставения уред. Кръглата либела измерва състоянието на цялата измервана повърхност спрямо хоризонталната повърхнина. Тези характерни особености са определящи при използването им в практиката.

## Галерия
- Прецизна инженерна либела
- Комбинирани измерителни инструменти в машиностроенето с вградена либела
- Универсална либела за битови и дърводелси дейности с измерване по три равнини
- Кръгла либела с допълнителни маркировки за контрол при дърводелски дейност
- Геодезическа лата с кръгла либела